# 水泵路站
水泵路站（法語：Rue de la Pompe）是巴黎地鐵的一個車站。水泵路站開通於1922年11月8日，是巴黎地鐵9號線最早開通區間的車站。站名來自於附近的水泵路。車站附近有詹森薩伊中學和巴黎十六區區政府。

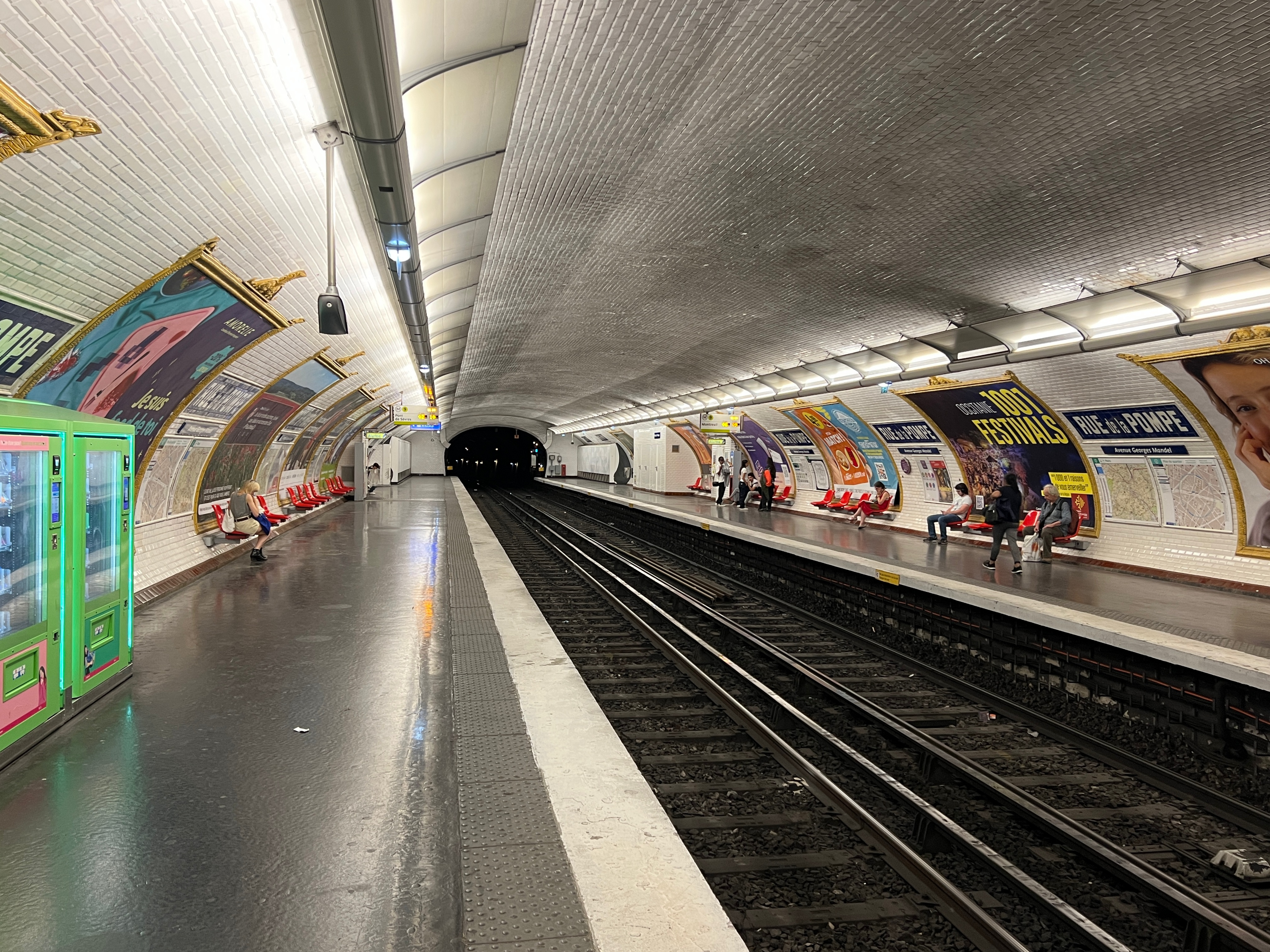
月台（2022年7月）

## 車站結構
| 街道層    |                    |                          |
| B1        | 夾層               |                          |
| 9號線月台 | 側式月台，右側開門 | 側式月台，右側開門       |
| 9號線月台 | 西行               | 往塞夫爾橋（犬舍）       |
| 9號線月台 | 東行               | 往蒙特勒伊鎮（托卡德羅） |
| 9號線月台 | 側式月台，右側開門 |                          |